# شربت اینورت

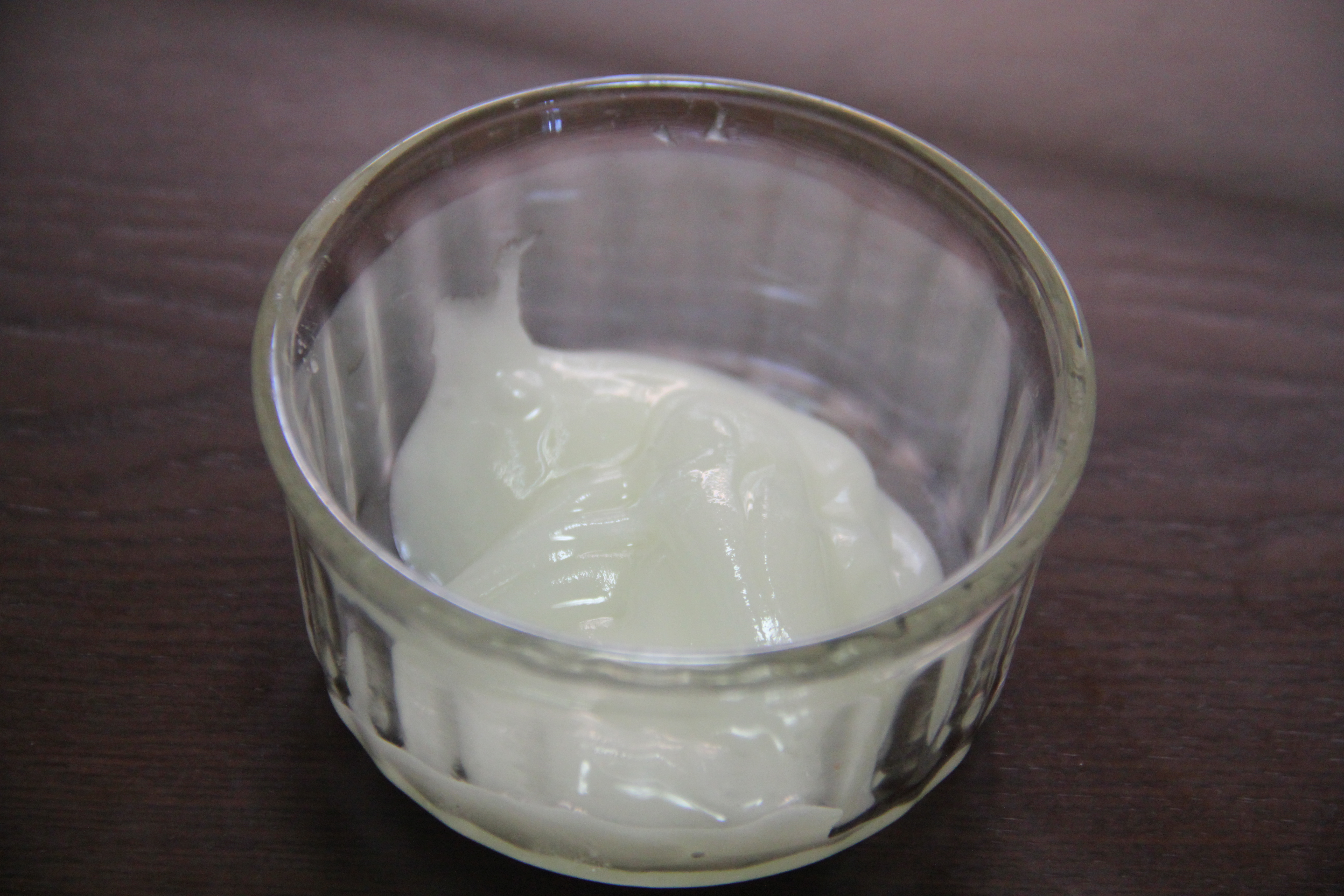
شربت اینورت یا Trimoline

شربت اینورت (به انگلیسی: Inverted sugar syrup) یک مادهٔ شیرین است که در آن ساکارز توسط اسید یا آنزیم، آبکافت (شکسته) شده و به گلوکز و فروکتوز تبدیل می‌شود. بکار بردن آن در مواد غذایی باعث حفظ رطوبت می‌شود.